# Georgiana Chatterton

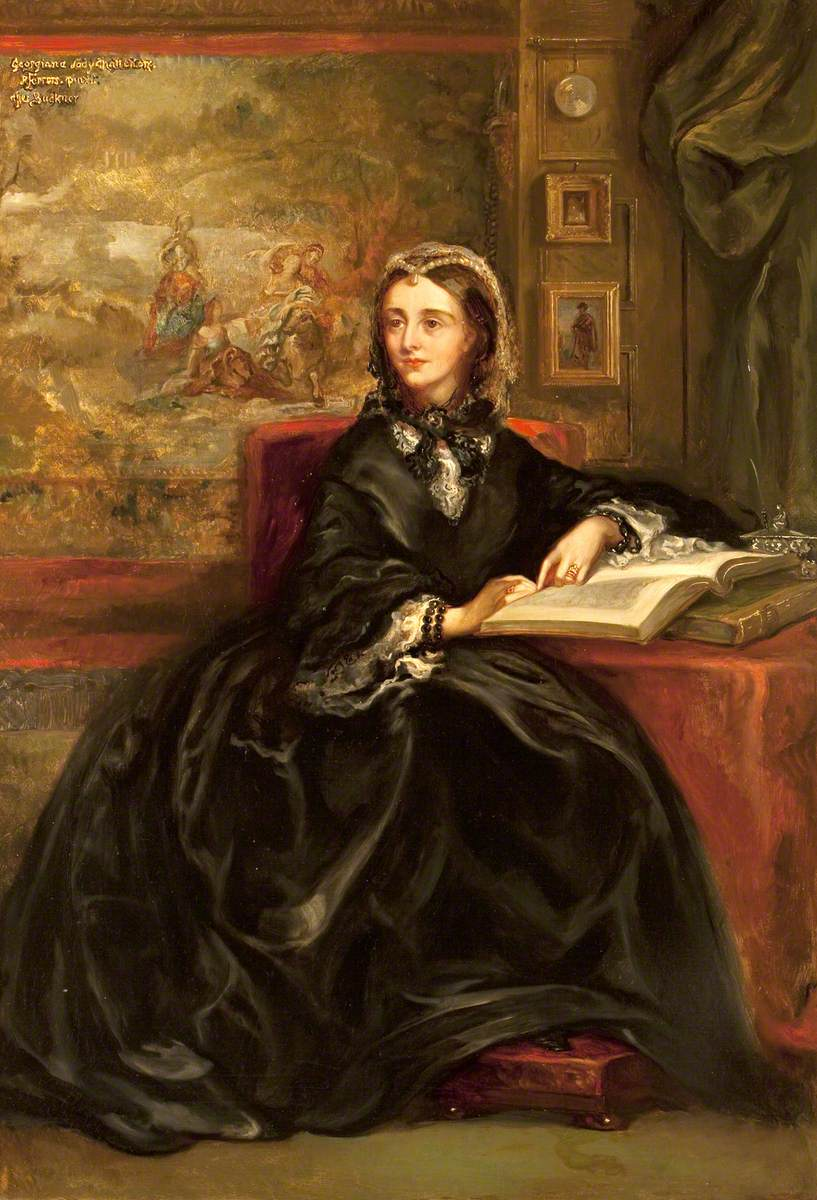
Porträt von Henrietta Georgiana Marcia Chatterton, ca. 1859

Henrietta Georgiana Marcia Chatterton  (* 11. November 1806 in London als Henrietta Georgiana Marcia Lascelles Iremonger; † 6. Februar 1876 in Warwickshire, England) war eine britische Schriftstellerin, die besonders durch ihre Reiseberichte bekannt wurde.

## Leben
Chatterton kam als Tochter des Reverend Lascelles Iremonger und dessen Frau Harriet (geb. Gambier) zur Welt. Über ihre Mutter war sie eine Nichte des Admirals James Gambier, 1. Baron Gambier.
1824 heiratete sie Sir William Abraham Chatterton (gest. 1855) und 1859 in zweiter Ehe den 20 Jahre jüngeren Schriftsteller Edward Heneage Dering (1826–1892), mit dem sie später in Baddesley Clinton wohnte, wo sie auch verstarb. Ebenso wie ihr zweiter Mann konvertierte sie zum Katholizismus.
Ihr erstes Werk Aunt Dorothy's Tales erschien 1837 anonym; ihr Durchbruch war Rambles in the South of Ireland, dessen erste Auflage innerhalb weniger Wochen ausverkauft war. In ihren Home Sketches and Foreign Recollections schildert sie u. a. eine Deutschlandreise im Jahre 1836 und beschreibt ihre Eindrücke von Sachsen, Thüringen und Hessen.

## Werke
- Aunt Dorothy's Tales anonymous, 1837
- Rambles in the South of Ireland, 1839.
- A Good Match, The Heiress of Drosberg, and The Cathedral Chorister 1840
- Home Sketches and Foreign Recollections, 1841
- "Englische Lady besuchte Witzenhausen." Übersetzung des Berichtes über Witzenhausen von Nadine Erler, erschienen in der Witzenhäuser Allgemeinen, 9. Januar 2019, Seite 7.
- The Pyrenees, with Excursions into Spain, 1843
- Allanston, or the Infidel, 1843
- Lost Happiness, or the Effects of a Lie a tale, 1845
- Reflections on the History of the Kings of Judah, 1848
- Extracts from Jean Paul F. Richter, 1851
- Compensation anonymous, 1856
- Life and its Realities, 1857
- The Reigning Beauty, 1858
- Memorials of Admiral Lord Gambier, 1861
- Selections from the Works of Plato, 1862
- The Heiress and her Lovers, 1863
- Leonore, a Tale, and other Poems, 1864
- Quagmire ahead privately printed, 1864
- Grey's Court edited by Lady Chatterton, 1865
- Oswald of Deira a drama, 1867
- A Plea for Happiness and Hope privately printed, 1867
- Country Coteries, 1868
- The Oak original tales and sketches by Sir J. Bowring, Lady Chatterton, and others, 1869
- Lady May a pastoral poem, 1869
- The Lost Bride 1872
- Won at last, 1874
- Extracts from Aristotle's Work privately printed, 1875
- Misgiving privately printed, 1875
- Convictions privately printed, 1875